# シベリウスの楽曲一覧
シベリウスの楽曲一覧では、ジャン・シベリウスの作品リストを示す。
- 作品番号(Op.)は117番まで付けられている。
- 作品番号に「JS番号」という番号があるが、これはファビアン・ダールストレーム (Fabian Dahlström) が分類したカタログ番号で、「Op.」が付けられていない作品に付けられる番号である。1番から225番まで付けられているが、完全なものではなく、JS番号が付けられていない作品も多く存在する（Op.とJS番号のいずれも付けられていない作品も同じく多く存在する）。

## 作品番号順一覧
| Op.          | 作品タイトル                                                                   | 作曲年代  | 編成                     | 備考 |
| ------------ | ------------------------------------------------------------------------------ | --------- | ------------------------ | --- |
| 1            | 5つのクリスマスの歌 (5 Christmas Songs )                                       | 1895-1913 | 独唱, pf                 | 第1曲 クリスマスはもうそこに来ている 第2曲 クリスマスがやって来る 第3曲 外は暗くなる 第4曲 私には富も名声もいらない 第5曲 雪は降り積もって                                                                                 |
| 2            | 2つの小品 (2 Pieces)                                                           | 1888      | vn, pf                   | 1911年改訂 |
| 3            | アリオーソ『姫君の季節』 (Arioso)                                              | 1893      | 独唱, 弦楽               | |
| 4            | 弦楽四重奏曲 変ロ長調 (String Quartet in B-frat major)                         | 1890      | SQ                       | |
| 5            | 6つの即興曲 (6 Impromptus)                                                     | 1893      | pf                       | |
| 6            | カッサツィオーネ (Cassazione)                                                  | 1891      | Orch                     | |
| 7            | クレルヴォ交響曲 ホ短調 (Kullervo)                                             | 1892      | S, Br, 男声cho, Orch     | 『クッレルヴォ交響曲』とも |
| 8            | 付随音楽『とかげ』 (Ödlan)                                                     | 1909      | vn, SQ                   | |
| 9            | 交響詩『エン・サガ』 (En saga)                                                 | 1892      | Orch                     | 『伝説』とも。1902年改訂 |
| 10           | 『カレリア』序曲 (Karelia - Ouverture)                                         | 1893      | Orch                     | 付随音楽より |
| 11           | 『カレリア』組曲 (Karelia - Suite)                                             | 1893      | Orch                     | 全3曲 |
| 12           | ピアノソナタ ヘ長調 (Piano sonata in F major)                                  | 1893      | pf                       | |
| 13           | 7つの歌 (7 Songs)                                                              | 1891-92   | 独唱, pf                 | 第1曲 岸辺の樅の木の下で 第2曲 口づけの望み 第3曲 心の曙 第4曲 春は飛ぶごとく足早に 第5曲 夢 第6曲 フリッガに寄せて 第7曲 若き狩人                                                                                         |
| 14           | 組曲『恋人』 (Rakastava)                                                       | 1911      | 弦楽, tria, tim          | 全3曲 合唱曲から改作。 |
| 15           | 付随音楽『森の精』 (Skogsrået)                                                 | 1894      | Orch                     | 楽譜紛失。1896年に復元 |
| 16           | 交響詩『春の歌』 (Kevätlaulu)                                                  | 1894      | Orch                     | 1895/1903年改訂 |
| 17           | 7つの歌 (7 Songs)                                                              | 1894-99   | 独唱, pf                 | 第1曲 もはや私は問わなかった 第2曲 眠れ! 第3曲 鳥の囀り 第4曲 道に迷って 第5曲 とんぼ 第6曲 夕べに 第7曲 川面に漂う木屑 |
| 18           | 9つの歌 (9 Songs)                                                              | 1901      | 無伴奏男声cho            | 第1曲 我が国に 第2曲 よその国にいるお兄さん 第3曲 島の火事 第4曲 鳥の苦労 第5曲 森男の歌 第6曲 私の心の歌 第7曲 おろおろ声 第8曲 こんにちは、月さん 第9曲 船の旅                                                           |
| 19           | 即興曲『誰が星を導いたのか』 (Impromptu)                                       | 1902      | 女声cho,Orch             | |
| 20           | メランコリー (Malinconia)                                                      | 1901      | vc, pf                   | |
| 21           | 讃歌『苦難の中の御子』 (Natus in curas)                                        | 1896      | 男声4部cho               | |
| 22           | レンミンカイネン組曲（4つの伝説曲） (Lemminkäissarjaan)                        | 1893-95   | Orch                     | 第1曲 レンミンカイネンと島の乙女たち 第2曲 トゥオネラの白鳥 第3曲 トゥオネラのレンミンカイネン 第4曲 レンミンカイネンの帰郷                                                                                                |
| 23           | 大学祝典のカンタータ (Promootiokantaatti 1897)                                 | 1897      | 混声cho, Orch            | |
| 24           | 10の小品 (10 Pieces)                                                           | 1894-1903 | pf                       | 第1曲 即興曲 第2曲 ロマンス イ長調 第3曲 カプリス 第4曲 ロマンス ニ短調 第5曲 ワルツ 第6曲 牧歌 第7曲 アンダンティーノ 第8曲 夜想曲 第9曲 ロマンス 変ニ長調 第10曲 舟歌                                                    |
| 25           | 組曲『歴史的情景』 (Scènes historiques I)                                      | 1899      | Orch                     | |
| 26           | 交響詩『フィンランディア』 (Finlandia)                                         | 1899      | Orch                     | 付随音楽より |
| 27           | 付随音楽『クリスティアン2世』 (Kuningas Kristian II)                           | 1898      | Orch                     | 全7曲。組曲版あり |
| 28           | 即興曲『サンデルス』 (Sandels)                                                 | 1898      | 男声cho, Orch            | |
| 29           | 即興曲『スネフリード』 (Snöfrid)                                               | 1900      | 朗唱, 混声cho, Orch      | |
| 30           | 即興曲『ウレオ川の氷解』 (Islossningen i Uleå älv)                             | 1898      | 朗唱, 混声cho, Orch      | |
| 31-1         | レンミンカイネンの歌 (Laulu Lemminkäiselle)                                    | 1894?     |                          | |
| 31-2         | ご機嫌いかが ( Har du mod?)                                                    | 1904-13   |                          | |
| 31-3         | アテネ人の歌 (Atenarnes sång)                                                  | 1899      |                          | |
| 32           | 火の起源 (Tulen synty)                                                         | 1902      | 男声cho, Orch            | 1910年改訂 |
| 33           | 渡し守の花嫁たち (Koskenlaskijan morsiamet)                                    | 1897      | Br/Ms, Orch              | 『急流下りの名人の花嫁たち』とも |
| 34           | 10のバガテル (10 Bagatelles)                                                   | 1914-16   | pf                       | 第1曲 ワルツ 第2曲 踊りの歌 第3曲 マズルカ 第4曲 おどけ歌 第5曲 からかい歌 第6曲 夢 第7曲 羊飼いの踊り 第8曲 ハープ弾き 第9曲 探索 第10曲 想い出                                                                           |
| 35           | 2つの歌 (2 Songs)                                                              | 1907      | 独唱, pf                 | 第1曲 ユバル 第2曲 テオドーラ |
| 36           | 6つの歌 (6 Songs)                                                              | 1899      | 独唱, pf                 | 第1曲 黒いばら 第2曲 しかし私の鳥は帰ってこない 第3曲 トリアノンでのテニス 第4曲 葦よそよげ 第5曲 3月の雪 第6曲 3月の雪の上のダイヤモンド                                                                                  |
| 37           | 5つの歌 (5 Songs)                                                              | 1900-02   | 独唱, pf                 | 第1曲 初めての口づけ 第2曲 小さなラッセ 第3曲 日の出 第4曲 それは夢か 第5曲 逢い引きから戻った娘 |
| 38           | 5つの歌 (5 Songs)                                                              | 1903-04   | 独唱, pf                 | 第1曲 秋の夕べ 第2曲 海辺のバルコニーで 第3曲 夜に 第4曲 ハープ弾きと彼の息子 第5曲 私はインドへ行きたい |
| 39           | 交響曲第1番 ホ短調 (Symphony No.1 in E minor)                                  | 1899      | Orch                     | |
| 40           | 抒情的瞑想曲 (10 Pensées lyriques)                                             | 1912-14   | pf                       | 全10曲 |
| 41           | 組曲『キュッリッキ』 (Kyllikki)                                                | 1904      | pf                       | 全3曲 |
| 42           | ロマンス ハ長調 (Romance in C major)                                           | 1904      | Orch                     | |
| 43           | 交響曲第2番 ニ長調 (Symphony No.2 in D major)                                  | 1901-02   | Orch                     | |
| 44           | 付随音楽『クオレマ』 (Kuolema)                                                 | 1903      | Orch                     | 全6曲 |
| 45           | 2つの小品 (2 Pieces)                                                           | 1910      | Orch                     | |
| 46           | 付随音楽『ペレアスとメリザンド』 (Pelléas ja Mélisande)                        | 1905      | Orch                     | 全11曲。組曲版は全9曲 |
| 47           | ヴァイオリン協奏曲 ニ短調 (Violin Concerto in D minor)                         | 1903/05   | vn, Orch                 | 初稿=1904年 第2稿=1905年 |
| 48           | カンタータ『放たれた女王』 (Vapautettu kuningatar)                             | 1906      | 混声cho, Orch            | |
| 49           | 交響詩『ポホヨラの娘』 (Pohjolan tytär)                                        | 1906      | Orch                     | 『ポヒョラの娘』とも |
| 50           | 6つの歌 (6 songs)                                                              | 1906      | 独唱, pf                 | |
| 51           | 付随音楽『ベルシャザールの饗宴』 (Belsazarin pidot)                            | 1906      | Orch                     | |
| 52           | 交響曲第3番 ハ長調 (Symphony No.3 in C major)                                  | 1907      | Orch                     | |
| 53           | 舞踏間奏曲『パンとエコー』 (Pan ja Echo)                                       | 1906      | Orch                     | 1909年改訂 |
| 54           | 付随音楽『白鳥姫』 (Svanevit)                                                  | 1908      | Orch                     | 全14曲。組曲版あり |
| 55           | 交響詩『夜の騎行と日の出』 (Öinen ratsastus ja auringonnousu)                  | 1909      | Orch                     | |
| 56           | 弦楽四重奏曲ニ短調『親愛なる声 』 (string quartet in D minor "Voces intimae" ) | 1909      | SQ                       | |
| 57           | 8つの歌 (8 songs)                                                              | 1909      | 独唱, pf                 | 第1曲 川とかたつむり 第2曲 道端にひとつの花が 第3曲 水車の輪 第4曲 5月 第5曲 私は1本の木 第6曲 マグヌス公 第7曲 友情の花 第8曲 水の精                                                                                      |
| 58           | 10の小品 (10 Pieces)                                                           | 1909      | pf                       | 第1曲 夢想 第2曲 スケルツィーノ 第3曲 変奏曲 第4曲 羊飼い 第5曲 夕べ 第6曲 対話 第7曲 デンポ・ディ・メヌエット 第8曲 漁夫の歌 第9曲 セレナード 第10曲 夏の歌                                                               |
| 59           | 追憶のために（葬送行進曲） (In Memoriam)                                       | 1909      | Orch                     | 1910年改訂 |
| 60           | シェイクスピアの「十二夜」からの2つの歌 (2 Songs)                              | 1909      | 独唱, g/pf               | |
| 61           | 8つの歌 (8 Songs)                                                              | 1910      | 独唱, pf                 | 第1曲 夕日のようにゆっくりと 第2曲 水のはねる音 第3曲 私が夢見る時 第4曲 ロメオ 第5曲 ロマンス 第6曲 暇を楽しむ 第7曲 空しい望み 第8曲 春にとらわれて                                                                      |
| 62           | 2つの小品 (two additional pieces)                                              | 1911      | Orch                     | 『クオレマ』の追加曲 第1曲 カンツォネッタ 第2曲 ロマンティックなワルツ |
| 63           | 交響曲第4番 イ短調 (Symphony No. 4 in A minor)                                 | 1911      | Orch                     | |
| 64           | 交響詩『吟遊詩人』 (Bardi)                                                     | 1913      | Orch                     | 1914年改訂 |
| 65           | 2つの歌 (2 songs)                                                              | 1912      | 無伴奏混声cho            | 第1曲 陸と海から来た人たち 第2曲 カリオの教会の鐘 |
| 66           | 組曲『歴史的情景』第2番 (Scènes historiques II)                                | 1912      | Orch                     | |
| 67           | 3つのソナチネ (3 Sonatinas)                                                    | 1912      | pf                       | 第1番 嬰ヘ短調 第2番 ホ長調 第3番 変ロ長調 |
| 68           | 2つのロンディーノ (2 Rondinos)                                                 | 1912      | pf                       | |
| 69           | 2つのセレナード (2 Serenades)                                                  | 1912-13   | vn, Orch                 | |
| 70           | 交響詩『ルオンノタル』 (Luonnotar)                                             | 1910?     | S, Orch                  | 『大気の乙女』とも |
| 71           | 付随音楽『スカラムーシュ』 (Scaramouche)                                       | 1913      | Orch                     | パントマイムのための |
| 72           | 6つの歌 (6 Songs)                                                              | 1915      | 独唱, pf                 | 第1曲 さようなら 第2曲 オリオンの帯 第3曲 口づけ 第4曲 山びこの妖精 第5曲 さすらい人と小川 第6曲 私の思いには百もの道がある                                                                                                |
| 73           | 交響詩『大洋の乙女』 (Aallottaret)                                             | 1914      | Orch                     | |
| 74           | 4つの抒情的小品 (4 lyrical pieces)                                             | 1914      | pf                       | 第1曲 牧歌 第2曲 静かな西風 第3曲 舞踏会にて 第4曲 昔の家で |
| 75           | 5つの小品 (5 Pieces)                                                           | 1914      | pf                       | 第1曲 ピヒラヤの花咲く時 第2曲 孤独な樅の木 第3曲 ポプラ 第4曲 白樺 第5曲 樅の木 |
| 76           | 13の小品 (13 Pieces)                                                           | 1914      | pf                       | 第1曲 エスキス 第2曲 練習曲 第3曲 鐘 第4曲 ユモレスク 第5曲 慰め 第6曲 ロマンツェッタ 第7曲 アフレットゥオーソ 第8曲 子供の小品 第9曲 アラベスク 第10曲 悲歌的に 第11曲 北極の双子の花 第12曲 小カプリス 第13曲 ハーレキン |
| 77           | 2つの小品（荘重な旋律） (2 Pieces)                                             | 1914      | vn/vc, Orch              | |
| 78           | 4つの小品 (4 Pieces)                                                           | 1915-19   | vn, pf                   | 第1曲 即興曲 第2曲 ロマンス 第3曲 レリジオーソ 第4曲 リゴードン |
| 79           | 6つの小品 (6 Pieces)                                                           | 1915      | vn, pf                   | 第1曲 思い出 第2曲 テンポ・ディ・メヌエット 第3曲 特徴的な舞曲 第4曲 セレナード 第5曲 牧歌的舞曲 第6曲 子守歌 |
| 80           | ソナチネ ホ長調 (Sonatina in E major)                                          | 1915      | vn, pf                   | |
| 81           | 5つの小品 (5 Pieces)                                                           | 1915      | vn, pf                   | 第1曲 マズルカ 第2曲 ロンディーノ 第3曲 ワルツ 第4曲 オーバード 第5曲 メヌエット |
| 82           | 交響曲第5番 変ホ長調 (Symphony No.5 in E-flat major)                           | 1914-15   | Orch                     | |
| 83           | 付随音楽『イェーダーマン』 (Jokamies)                                          | 1916      | 混声cho, pf, org, Orch   | |
| 84           | 5つの歌 (5 Songs)                                                              | 1914-15   | 無伴奏男声cho            | 第1曲 ラゲル殿下と令夫人 第2曲 山の上にて 第3曲 夢のハーモニー 第4曲 永遠のエロス 第5曲 海へ |
| 85           | 5つの小品 (5 Pieces)                                                           | 1916      | pf                       | 第1曲 やぐるま草 第2曲 カーネーション 第3曲 菖蒲 第4曲 金魚草 第5曲 つりがね草 |
| 86           | 6つの歌 (6 Songs)                                                              | 1916      | 独唱, pf                 | 第1曲 春の予感 第2曲 私の遺産の名は憧れ 第3曲 ひそかな繋がり 第4曲 さらに別の考えがあるか 第5曲 歌い手の報酬 第6曲 あなたたち姉妹よ、兄弟よ、愛し合う者よ                                                                  |
| 87           | 2つのユモレスク (2 Humoresques)                                                | 1917      | vn, Orch                 | |
| 88           | 6つの歌 (6 Songs)                                                              | 1917      | 独唱, pf                 | 第1曲 青いアオモネ 第2曲 2つのばら 第3曲 白いアオモネ 第4曲 アオモネ 第5曲 いばら 第6曲 花の運命 |
| 89           | 4つのユモレスク (4 Humoresques)                                                | 1917      | vn, Orch                 | |
| 90           | 6つの歌 (6 Songs)                                                              | 1917      | 独唱, pf                 | 第1曲 北国 第2曲 彼女の便り 第3曲 朝 第4曲 鳥を捕える人 第5曲 夏の夜 第6曲 誰がお前をここへ連れてきた |
| 91           | 2つの行進曲 (2 Marches)                                                        | 1917      | 無伴奏cho (Orch伴奏任意) | 第1曲 フィンランド軽歩兵隊の行進曲 第2曲 偵察行進曲 |
| 92           | カンタータ『我が祖国』 (Oma maa)                                               | 1918      | 混声cho, Orch            | カッリオ詞 |
| 93           | カンタータ『大地の歌』 (Jordens sång)                                          | 1919      | 混声cho, Orch            | J.ヘンマー詞 |
| 94           | 6つの小品 (6 Pieces)                                                           | 1919      | pf                       | 第1曲 踊り 第2曲 ノヴェレット 第3曲 ソネット 第4曲 羊飼いの男と女 第5曲 メロディ 第6曲 ガヴォット |
| 95           | カンタータ『大地への讃歌』 (Maan virsi)                                        | 1920      | 混声cho, Orch            | E.レイノ詞 |
| 96           | 3つの小品 (3 Pieces)                                                           | 1919-20   | Orch                     | |
| 97           | 6つのバガテル (6 Bagatelles)                                                   | 1920      | pf                       | 第1曲 ユモレスク 第2曲 歌 第3曲 小さなワルツ 第4曲 おどけた行進曲 第5曲 即興曲 第6曲 ユモレスク2 |
| 98a          | 美しい組曲 (Suite mignonne)                                                    | 1921      | 2fl, 弦楽                | 全3曲 |
| 98b          | 田園組曲 (Suite champêtre)                                                     | 1921      | 弦楽                     | 全3曲 |
| 99           | 8つの小品 (8 Pieces)                                                           | 1922      | pf                       | 第1曲 ユーモラスな小品 第2曲 スケッチ 第3曲 思い出 第4曲 即興曲 第5曲 対句 第6曲 アニモーソ 第7曲 ワルツのひと時 第8曲 小行進曲                                                                                            |
| 100          | 性格的組曲 (Suite Charactèristique)                                            | 1922      | Orch                     | |
| 101          | 5つのロマン的小品 (5 Romantic Pieces)                                          | 1923      | pf                       | 第1曲 ロマンス ハ長調 第2曲 夜の歌 第3曲 抒情的情景 第4曲 ユモレスク 第5曲 ロマンティックな情景 |
| 102          | ノヴェレッテ (Novelette)                                                       | 1923      | vn, pf                   | |
| 103          | 5つの印象的小品 (5 Characteristic Impressions)                                 | 1924      | pf                       | 第1曲 村の教会 第2曲 ヴァイオリン弾き 第3曲 漕ぎ手 第4曲 嵐 第5曲 悲しみに沈んで |
| 104          | 交響曲第6番 ニ短調 (Symphony No.6 in D minor)                                  | 1923      | Orch                     | |
| 105          | 交響曲第7番 ハ長調 (Symphony No.7 in C major)                                  | 1924      | Orch                     | |
| 106          | 5つの田園舞曲 (5 Danses champêtres )                                           | 1925      | vn, pf                   | |
| 107          | 讃歌 (Hymn)                                                                    | 1925      | 混声cho, org             | |
| 107b         | 3つの交唱聖歌                                                                  | 1925      | 混声cho                  | |
| 108          | 2つの合唱曲 (2 Songs)                                                          | 1925      | 男声cho                  | 第1曲 ユモレスク 第2曲 遠い道を行く旅人たち |
| 109          | 『テンペスト』組曲 (The Tempest /Myrsky)                                       | 1925      | Orch                     | 全34曲からなる付随音楽はJS.182 序曲=Op.109-1 第1組曲=Op.109-2 第2組曲=Op.109-3 |
| 110          | ヴァイノの歌 (Väinön virsi)                                                    | 1926      | 混声cho, Orch            | 『ヴァイナモイネンの歌』とも |
| 111          | オルガンのための2つの小品 (2 Pieces)                                           | 1925/31   | org                      | 第1曲 イントラーダ 第2曲 葬送曲 |
| 112          | 交響詩『タピオラ』 (Tapiola)                                                   | 1925      | Orch                     | |
| 113          | フリーメーソンの典礼の音楽 (Masonic Ritual Music)                              | 1927-46   | 男声cho, pf, org         | 全12曲 |
| 114          | 5つのスケッチ (5 Esquisses)                                                    | 1929      | pf                       | 第1曲 風景 第2曲 冬の情景 第3曲 森の湖 第4曲 森の歌 第5曲 春の幻影 |
| 115          | 4つの小品 (4 Pieces)                                                           | 1929      | vn, pf                   | 第1曲 荒れ地にて 第2曲 バラード 第3曲 ユモレスク 第4曲 鐘 |
| 116          | 3つの小品 (3 Pieces)                                                           | 1929      | vn, pf                   | 第1曲 舞踏の情景 第2曲 特徴的な舞曲 第3曲 ロマンティックなロンドー |
| 117 (JS.185) | 組曲 ニ短調 (Suite in D minor)                                                 | 1930頃    | vn, Orch                 | 1990年初演。全3曲 第1曲 田舎の風景 第2曲 春の夕方 第3曲 夏に |

## 作品番号なし
| JS.  | 作品タイトル                                     | 作曲年代  | 編成                | 備考                                 |
| ---- | ------------------------------------------------ | --------- | ------------------- | ------------------------------------ |
| 1    | ワルツ 変イ長調『ベッツィ・ルルーシュのために』  | 1889      | pf                  |                                      |
| 2    | ワルツのテンポで イ長調                          | 1885      | pf                  |                                      |
| 3    | 朝の詩 イ長調                                    | 1886-87   | vn, pf              |                                      |
| 4    | メヌエット イ短調                                | 1885      | pf                  |                                      |
| 5    | モデラート - プレスト - テンポ・プリモ イ短調    | 1886      | vn, pf              |                                      |
| 6    | プレスト イ短調                                  | 1888      | pf                  |                                      |
| 7    | モデラート - プレスト - テンポ                   | 1886      | vn, pf              |                                      |
| 8    | アンダンティーノ イ短調                          | 1886-87   | vn, pf              |                                      |
| 9a   | 朝もやの中で                                     | 1898?     | 混声cho             |                                      |
| 9b   | 朝もやの中で                                     | 1898?     | 児童cho             | 別版                                 |
| 10   | Ack! hör du fröken Gyllenborg                    | 1888-89   | 混声cho             |                                      |
| 11   | アダージョ ニ長調                                | 1888      | pf                  | 3つのソナタ楽章                      |
| 12   | アダージョ ニ短調                                | 1890      | 弦楽                |                                      |
| 13   | アダージョ ホ長調                                | 1907      | pf                  |                                      |
| 14   | アダージョ ヘ短調                                | 1888-89   | SQ                  |                                      |
| 15   | アダージョ 嬰ト短調                              | 1887-88?  | vc,pf               |                                      |
| 16   | 行進曲風に ホ短調                                | 1888      | SQ                  |                                      |
| 17   | アレグレット イ短調                              | 1888-89   | SQ                  |                                      |
| 18   | アレグレット 変ロ短調                            | 1888      | pf                  |                                      |
| 19   | アレグレット ハ長調                              | 1888      | vn, pf              |                                      |
| 20   | アレグレット ニ長調                              | 1888      | SQ                  |                                      |
| 21   | アレグレット ホ長調                              | 1889      | pf                  |                                      |
| 22   | アレグレット 変ホ長調                            | 1888      | vn, pf              |                                      |
| 23   | アレグレット ヘ長調                              | 1889      | pf                  |                                      |
| 24   | アレグレット ト短調                              | 1888      | pf                  |                                      |
| 25   | アレグロ                                         | 1889      | 金管,triang         |                                      |
| 26   | アレグロ イ短調                                  | 1888      | vn, pf              |                                      |
| 27   | アレグロ ニ長調                                  | 1886      | vn, vc, pf          |                                      |
| 28   | アレグロ ホ短調                                  | 1888-89   | SQ                  |                                      |
| 29   | アメリカの製粉業者の歌                           | 1909以前? | 独唱,pf             |                                      |
| 30a  | アンダンテ 変ホ長調                              | 1887      | pf                  |                                      |
| 30b  | アンダンテ・カンタービレ 変ホ長調                | 1887      | pf,harm             |                                      |
| 31   | アンダンテ - アレグロ                            | 1888-89   | pf,SQ               | 不完全か?                            |
| 32   | アンダンテ - アレグロ・モルト ニ長調             | 1888/89   | SQ                  |                                      |
| 33   | アンダンテ・カンタービレ ト長調                  | 1887      | vn,pf               |                                      |
| 34a  | アンダンテ・フェスティーヴォ                     | 1922      | SQ                  | 後に弦楽用編曲                       |
| 34b  | アンダンテ・フェスティーヴォ                     | 1930/38   | 弦楽,timp(任意)     | 後に弦楽用編曲                       |
| 35   | アンダンテ・グラツィオーソ ニ長調                | 1884-85   | vn,pf               |                                      |
| 36   | アンダンテ・モルト ヘ短調                        | 1884-85   | vn,pf               |                                      |
| 37   | アンダンテ・モルト・ソステヌート ロ短調          | 1888/89   | SQ                  |                                      |
| 38   | アンダンティーノ イ長調                          | 1889      | vn,va,vc            |                                      |
| 39   | アンダンティーノ ハ長調                          | 1888      | SQ                  |                                      |
| 40   | アンダンティーノ ハ長調                          | 1884      | vn,pf               |                                      |
| 41   | アンダンティーノ ホ長調                          | 1888      | pf                  |                                      |
| 42   | アンダンティーノ 変ホ長調                        | 1900      | vn,vc,pf            |                                      |
| 43   | アンダンティーノ ト短調                          | 1887-88   | pf                  |                                      |
| 44   | アンダンティーノ ロ長調                          | 1888      | pf                  |                                      |
| 45   | アンダンティーノ - メヌエット                    | 1890-91   | 吹奏楽              |                                      |
| 46   | 夜明けの歌 イ長調                                | 1887      | pf                  |                                      |
| 47   | 黄昏に                                           | 1887      | pf                  |                                      |
| 48   | ベルシャザールの饗宴                             | 1906      | Orch                | 付随音楽。Op.51より                  |
| 49   | アンダンテ・モルト ハ長調                        | 1886-87   | vn,pf               |                                      |
| 50   | カノン                                           | 1889      | vn,vc               |                                      |
| 51a  | カルミナリア                                     | 1898      | 混声cho,Orch        |                                      |
| 51b  | カルミナリア                                     | 1898      | 女声cho,org         | 別版                                 |
| 52   | コン・モルト 変ニ長調                            | 1885      | pf                  |                                      |
| 53   | 情熱的に                                         | 1919      | pf                  |                                      |
| 54   | 行列                                             | 1905      | Orch                |                                      |
| 55   | 練習曲 ニ長調                                    | 1886      | vn                  |                                      |
| 56   | 世界がまだ創造されていなかった頃                 | 1888      | 独唱,pf             |                                      |
| 57   | ファースト・キス                                 | 1891-92   | 独唱,pf             |                                      |
| 58a  | 主よ、汝は偉大なり                               | 1927      | 混声cho             |                                      |
| 58b  | Suur' olet, Herra!                               | 1945      | 男声四重唱,org      |                                      |
| 59   | 人魚姫                                           | 1887?     | vn                  | 未完                                 |
| 60   | テレーゼ・ハールに捧ぐ                           | 1902      | cho                 | 第1稿                                |
| 61   | テレーゼ・ハールに捧ぐ                           | 1902      | cho                 | 第2稿                                |
| 62   | 付随音楽『鳥の言葉』                             | 1911      | Orch                | アドルフ・ポールの劇のための         |
| 63   | ドルチッシモ                                     | 1897-98   | カンテレ            |                                      |
| 64   | 夢                                               | 1917      | cho                 |                                      |
| 65   | 空中楼蘭                                         | 1881      | 2vn                 |                                      |
| 66   | ヴァイオリンとヴィオラのための二重奏曲           | 1891-92   | vn,va               | 『デュオ』とも                       |
| 67   | メヌエット ホ短調                                | 1886-87   | vn,pf               |                                      |
| 68   | 二重奏曲 ホ短調                                  | 1887      | vn,vc               |                                      |
| 69   | 嘆くなかれ                                       | 1905      | 混声cho             | 現行版                               |
| 70   | 幸福な音楽家                                     | 1924-26   |                     |                                      |
| 71   | ひとつの歌                                       | 1888      | 独唱,pf             |                                      |
| (71) | 秋の宵                                           | 1888      | 独唱,pf             | 断片のみ                             |
| 72   | 暗い森に一人留め置かれ                           | 1888      | cho                 |                                      |
| 73   | Erloschen                                        | 1906      | 独唱,pf             |                                      |
| 74   | アンダンテ 変ホ長調                              | 1885      | pf                  |                                      |
| 75   | ポルカ 変ホ長調                                  | 1888-89   | pf                  |                                      |
| 76   | レント 変ホ短調                                  | 1887-88   | vn,pf               |                                      |
| 77a  | 孤独なシュプール                                 | 1925      | 朗読,pf             |                                      |
| 77b  | 孤独なシュプール                                 | 1948      | 朗読,弦楽,hp        | 第2稿                                |
| 78   | スケルツォ ヘ長調                                | 1886-87   | vn,pf               |                                      |
| 79   | 幻想曲                                           | 1889?     | vc,pf               |                                      |
| 80   | Fechtmusik                                       | 1891      | Orch                | 楽譜は紛失                           |
| 81   | 6つのフィンランド民謡                            | 1882-83   | pf                  |                                      |
| 82   | フロレスタン                                     | 1889      | pf                  |                                      |
| 83   | 前奏曲                                           | 1891      | 吹奏楽              |                                      |
| 84   | フリードリンの愚行                               | 1917      | cho                 |                                      |
| 85   | マルティン・ウェゲリウスのためのフーガ           | 1889      | SQ                  |                                      |
| 86   | アレグレット ト長調                              | 1886      | vn,pf               |                                      |
| 87   | 日の出                                           | 1901-02   | 独唱,pf             |                                      |
| 88   | 伯爵夫人の肖像画                                 | 1906      | 朗読,Orch           |                                      |
| 89   | ワルツのテンポで ロ短調                          | 1886-87   | vn,pf               |                                      |
| 90   | ソナタ・アレグロの提示部                         | 1887      | vn,pf               |                                      |
| 91   | アンダンテ                                       | 1888      | vc,pf               | 断片のみ現存                         |
| 91a  | イェーガー隊行進曲                               | ?         | cho                 |                                      |
| 92   | アンダンティーノ                                 | 1888-89   | vc,pf               | 断片のみ現存                         |
| 93   | ご機嫌いかが                                     | 1903-04   | 男声cho,Orch        | Op.31-2とは部分的に異なる            |
| 94   | 流れを止めよ、泡立つ滝よ                         | 1893      | 男声cho,Orch        | 未完                                 |
| 95   | 主の恵み                                         | 1925      | Br,org              |                                      |
| 96   | 全てがかくも色褪せて                             | 1888      | 混声cho             | 『Hur blekt är allt』                |
| 97   | タイスへの讃歌                                   | 1909      | 独唱,pf             | 1948年改訂版あり                     |
| 98a  | 祖国へ                                           | 1900      | 混声cho             | 初稿                                 |
| 98b  | 祖国へ                                           | 1908      | 聖歌隊              | 第2稿                                |
| 99   | 2つのイタリア民謡                                | 1897-98   | 混声cho             | 編曲。楽器伴奏の楽譜は紛失           |
| 100  | ヨナの航海                                       | 1918      | 男声cho/聖歌隊      |                                      |
| 101  | オペラ『塔の乙女』                               | 1896      |                     | 全1幕                                |
| 102  | カッリオ教会の鐘                                 | 1912      | 教会の鐘            | Op.65bのための2種類の企画案          |
| 103  | 小学生行進曲                                     | 1910      | 児童cho(2声)        |                                      |
| 104  | 戴冠式カンタータと行進曲                         | 1896      | cho,Orch            | ニコライ2世のための                  |
| 105  | ヘルシンキ大学卒業式典のためのカンタータ         | 1894      | S,Br,混声cho, Orch  | 『学位授与式のためのカンタータ』とも |
| 106  | ヘルシンキ大学式典のためのカンタータ             | 1897      | Ms,Br,混声cho, Orch | 『学位授与式のためのカンタータ』とも |
| 107  | コノウの詩によるカンタータ                       | 1911      | 女声cho             |                                      |
| 108  | カレリアの運命                                   | 1930      | 男声cho,pf          | または聖歌隊                         |
| 109  | 騎士                                             | 1900      | pf                  |                                      |
| 110  | 3つのアンティフォナ                              | 1925      | 混声cho,org         |                                      |
| 111  | 郷愁                                             | 1902      | 3声cho,Ens          |                                      |
| 112  | 学校への道                                       | 1924      | 混声cho             |                                      |
| 113  | クオレマ(死)                                     | 1903      | Orch                |                                      |
| 114  | 月光                                             | 1898      | cho(聖歌隊)         |                                      |
| 115  | 付随音楽『カレリア』                             | 1893      | Orch                | カレヴィ・アホ補筆による             |
| 116  | ヘルシンキ大学解剖学学院の華麗な行進曲           | 1891      | pf,2vn,vc           | 『La pompeuse marche d'Asis』        |
| 117  | ラルゴ イ短調                                    | 1888      | pf                  | 3つのソナタ楽章                      |
| 118  | 歌の力                                           | 1895      | ?                   | 原曲はヤーゼプス・ヴィートルス       |
| 119  | レント ホ長調                                    | 1896-97   | pf                  |                                      |
| 120  | 相似（肖像）                                     | 1890      | 独唱,pf             |                                      |
| 121  | 肖像                                             | 1922      | 聖歌隊              |                                      |
| 122  | 水車の音を聞いて                                 | 1905/06   | cho                 | 断片のみ                             |
| 123  | マンドリナート                                   | 1917      | pf                  |                                      |
| 124  | 悲しき行進曲                                     | 1899      | pf                  |                                      |
| 125  | メロドラマ『嫉ましき夜』                         | 1893      | 朗読,独唱, pf,vn,vc | 『嫉妬の夜』とも                     |
| 126  | メヌエット ヘ長調                                | 1883      | 2vn                 |                                      |
| 127  | メヌエット                                       | 1894      | Orch                | 管弦楽のための                       |
| 128  | メヌエットとアレグロ                             | 1887      | 2vn,vc              |                                      |
| 129  | つぐみのように慌ただしく                         | 1898以降  | 混声cho             |                                      |
| 130  | モデラート                                       | 1896-98   | カンテレ            |                                      |
| 131  | モデラート - アレグロ・アパッショナート 嬰ハ短調 | 1888-89   | SQ                  |                                      |
| 132  | モデラート - マエストーソ 変ホ長調               | 1887-88   | vn,pf               |                                      |
| 133  | モデラート - プレスト                            | 1888      | pf                  |                                      |
| 134a | モルト・モデラート - スケルツォ                  | 1885      | SQ                  |                                      |
| 134b | モルト・モデラート - スケルツォ                  | 1885      | pf                  |                                      |
| 135a | ジャコブ・ド・ジュランの動機によるロマン的小品   | 1925      | 室内Ens             | 断章                                 |
| 135b | ジャコブ・ド・ジュランの動機によるロマン的小品   | 1925      | pf                  |                                      |
| 136  | おばあさんの誕生日                               | 1919      | 独唱,pf             |                                      |
| 137  | 新聞祭典の音楽                                   | 1899      | Orch                |                                      |
| 138  | 水の精                                           | 1888      | 朗読,独唱, pf,vn,vc |                                      |
| 139  | 再び春がめばえし時                               | 1888      | 混声cho             |                                      |
| 140  | 水仙                                             | 1825      | 独唱,pf             |                                      |
| 141  | ああ、あなたが見たなら                           | 1888      | 朗読,pf             |                                      |
| 142  | 赤子が我らに生まれり                             | 1929      | 混声cho             |                                      |
| 143  | 酒神祭                                           | 1888-89   | 独唱,pf             |                                      |
| 144  | 序曲 イ短調                                      | 1902      | Orch                |                                      |
| 145  | 序曲 ホ長調                                      | 1891      | Orch                |                                      |
| 146  | 序曲 ヘ短調                                      | 1889      | 金管                |                                      |
| 147  | ペレアスとメリザンド                             | 1904-05   | Orch                | Op.46から独唱とピアノ用編曲          |
| 148  | 子供のためのピアノ小品集                         | 1898-99   | pf                  |                                      |
| 149  | ピウ・レント                                     | 1888-89   | SQ                  |                                      |
| 150  | ピウ・レント - テンポ・ディ・ヴァルス            | 1888      | pf                  |                                      |
| 160c | 恋人                                             | 1894      | 無伴奏男声cho       |                                      |
| -    | 主題と変奏 ニ短調                                | 1887      | vc                  | 2013年出版                           |

## 楽曲分野別一覧

### オペラ
- 塔の乙女

### 交響曲
- クレルヴォ交響曲

- 交響曲第1番 ホ短調
- 交響曲第2番 ニ長調
- 交響曲第3番 ハ長調
- 交響曲第4番 イ短調
- 交響曲第5番 変ホ長調
- 交響曲第6番 ニ短調
- 交響曲第7番 ハ長調

### 協奏曲
- ヴァイオリン協奏曲 ニ短調
- 2つのセレナード
- 荘重な旋律
- 2つのユーモレスク
- 4つのユーモレスク

### 管弦楽曲

#### 交響詩
- 「エン・サガ」
- 「フィンランディア」
- 「森の精」
- 「ポホヨラの娘」
- 「夜の騎行と日の出」
- 「吟遊詩人」
- 「海の精」
- 「タピオラ」

#### 組曲
- 「カレリア」

- 「レンミンカイネン」
- 「歴史的情景第1番」
- 「歴史的情景第2番」
- かわいらしい組曲

#### その他の管弦楽作品
- 序曲イ短調
- 序曲ホ長調
- バレエの情景
- 「カレリア」序曲
- 森の精(交響詩の作品とは異なる)
- メヌエット「テンポ・ディ・メヌエット」
- カッサシオン
- 即興曲「春の歌」
- 行列
- 悲しきワルツ
- 鶴のいる風景
- 舞踏間奏曲
- 舞踏間奏曲「パンとエコー」
- イン・メモリアム
- ロマンチックなワルツ
- アカデミー行進曲
- 3つの小品

### 付随音楽
- 「水の精」
- 「カレリア」
- 「クリスチャン2世」
- 「クオレマ」
- 「ペレアスとメリザンド」
- 「ベルシャザール王の饗宴」
- 「白鳥姫」
- 「鳥の言葉」
- 「スカラムーシュ」
- 「だれもかも」

- 「テンペスト」

### 弦楽合奏曲
- 肖像
- ロマンス ハ長調
- 組曲「恋人」
- カンツォネッタ
- 田園組曲
- 特徴的な組曲
- アンダンテ・フェスティーボ
- アンダンテ・リリコ

### 吹奏楽曲
- 交響詩「ティエラ」

### カンタータ
- ニコライ2世の戴冠式のためのカンタータ
- 大学祝典のカンタータ(1894)
- 大学祝典のカンタータ(1897)
- 「放たれた王」
- 「我が祖国」
- 「大地の歌」
- 「大地の讃歌」
- カンタータ(1911)

### 合唱曲
- 即興曲 作品19
- 即興曲「サンデルス」
- 即興曲「スネフリード」
- 即興曲「ウレオ川の雪解け」
- レンミンカイネンの歌
- アテネ人の歌
- おまえに勇気があるか
- 火の起源
- フィンランド狙撃兵行進曲
- デンマークの少年団の行進曲
- 讃歌「主のめぐみ」
- 讃歌 作品107
- ヴァイノ讃歌
- フリーメイソンの典礼音楽
- カレリアの運命
- 労働者の行進曲
- 恋人
- 朝霧に濡れて
- 6つの合唱曲
- 讃歌「苦しみの世界に生まれたもう」
- つぐみのよう慌ただしく
- カルミナリア
- 祖国に
- テレーゼ・ハールに
- 郷愁
- 異郷にいる私の兄弟
- 小学生の行進曲
- 2つの合唱曲 作品65
- 夢
- ウースマーの人々の歌
- 祝典行進曲
- アメリカ人学校のための3つの歌
- 5つの合唱曲
- 月光を浴びて
- フリードリンの愚行
- フィンランドのイェガタイ大隊行進曲
- ヨナの航海
- 戸外の嵐をきく
- ヴィープリの合唱団の祝賀行進曲
- 我が兄弟
- 肖像
- 2つの合唱曲  作品108
- 3つのアンティフォナ
- 学校への道
- 主よ、汝は偉大なり
- 橋の警備兵

#### 重唱曲
- 二重唱曲「思い」

### 独唱と管弦楽のための作品
- アリオーソ
- セレナード
- 急流下りの名人の花嫁たち
- 交響詩「大気の精」

### 室内楽曲

#### ヴァイオリン曲
- ヴァイオリンソナタ ニ短調
- ヴァイオリンソナタ ヘ長調
- アンダンテ・カンタービレ
- 2つの小品
- 子守唄
- 4つの小品 作品78
- 6つの小品
- ソナティナ ホ長調
- ノヴェレッテ
- 5つの田園舞曲
- 4つの小品 作品115
- 3つの小品

#### ヴィオラ曲
- ロンド

#### チェロ曲
- 幻想曲
- アンダンティーノ
- メランコリー

#### ピアノ曲
- 夕暮れに
- アンダンティーノ
- 組曲「フロレスタン」
- アレグレット
- 6つの即興曲
- ピアノソナタ ヘ長調
- 騎士
- 10の小品 作品24
- 6つのフィンランド民謡
- 叙情的瞑想
- 10のバガテル
- キュリッキ  - 3つの叙情的小品
- 10の小品 作品58
- 3つのソナティナ
- 2つのロンディーノ
- スペイン風
- 憧れに
- 4つの叙情的小品
- 5つの小品(樹木の組曲) 作品75
- 13の小品
- 5つの小品(花の組曲) 作品85
- マンドリナート
- 6つの小品
- 6つのバガテル
- 8つの小品
- 5つのロマンチックな小品
- 5つの特徴的な小品
- M.ジャコブ・ド・ジュランのモチーフによるロマンチックな小品
- 5つのスケッチ

#### オルガン曲
- 2つの小品

#### 歌曲
- セレナード
- 5つのクリスマスの歌
- 7つの歌
- 帆走
- 泳げ、青い鴨
- タイスへの讃歌
- 喪失
- 2つの歌
- 6つの歌 作品36
- 5つの歌 作品37
- 5つの歌 作品38
- 6つの歌 作品50
- 8つの歌
- 2つの歌 - シェイクスピアの「十二夜」による
- 8つの歌
- 6つの歌 作品72
- 6つの歌 作品86
- 6つの歌 作品88
- 6つの歌 作品90
- 水仙
- 少女

#### 朗読とピアノ伴奏による作品
- あこがれ
- 妬ましきよる
- 伯爵夫人の肖像
- 一筋のスキーの跡

#### 弦楽四重奏
- 弦楽四重奏曲 変ホ長調
- 弦楽四重奏曲 イ短調
- 弦楽四重奏曲 変ロ長調
- 弦楽四重奏曲 ニ短調「親愛なる声」
- 主題と変奏 嬰ハ短調

#### 弦楽三重奏
- 組曲 イ長調

#### ピアノ五重奏
- ピアノ五重奏曲 ト短調

#### ピアノ四重奏
- ピアノ四重奏曲 ホ短調
- ピアノ四重奏曲 ハ長調

#### ピアノ三重奏
- ピアノ三重奏曲 イ短調
- ピアノ三重奏曲 ト長調
- ピアノ三重奏曲「コルポ・トリオ」
- ピアノ三重奏曲 ハ長調「ロヴィーサ・トリオ」

#### その他の室内楽作品
- メヌエット(クラリネット、2本のコルネット、2本のホルン、バリトン・サクソルンとテューバのための作品)
- アンダンティーノ(同上の編成のための作品)
- 水滴(ヴァイオリンとチェロのための作品)